# Universitat Constantina 1
La Universitat Constantina 1 (àrab: جامعة قسنطينة, Jāmiʿat Qusanṭīna; antigament Universitat de Mentouri de Constantí) és una universitat algeriana situada a la ciutat de Constantina, al nord-est del país, a 400 km de la capital Alger. Està classificada per l'US News & World Report en el lloc 50è el rànquing regional d'universitats àrabs de 2016.
La universitat està situada a la ciutat de Constantina, la capital cultural de l'est d'Algèria, a la província de Constantina. Es troba a la carretera que uneix l'aeroport de Med Boudiaf amb la ciutat, en una superfície de 544 mil metres quadrats.
Fou dissenyada seguint un projecte de l'arquitecte brasiler Oscar Niemeyer, i feta per l'empresa ECOTEC.

## Organització
Es distribueix en 13 campus, 9 facultats i 38 departaments, oferint al voltant de 100 especialitats.
- Facultat de Ciències de l'Enginyeria
- Escola de Medicina
- Facultat de Ciències Exactes
- Facultat de Dret
- Facultat de Lletres i Llengües
- Facultat d'Humanitats i Ciències Socials
- Facultat de Ciències Naturals i de la Vida
- Facultat de Ciències de la Terra i Ordenació del Territori
- Facultat d'Economia i Ciències de la Gestió
- Facultat de Ciències Veterinàries